# علي بن يوسف بن عمر
علي بن يوسف هو ابن يوسف بن عمر وسادس أمراء إمارة كريت. تولى الإمارة عند وفاة والده عام 915 ميلادية تقريباً حتى وفاته عام 925. وخلفه في الحكم عمه أحمد بن عمر.